# Johnny Smith
John Henry Smith jr. (Birmingham, 25 juni 1922 – Colorado Springs, 11 juni 2013) was een Amerikaanse jazzgitarist van de cooljazz en de mainstream jazz.

## Biografie
Johnny Smith was de zoon van een amateur-banjospeler. Tijdens de Amerikaanse depressie tijdens de jaren 1920 verhuisde zijn familie na de sluiting van de fabriek van zijn vader naar New Orleans en Chattanooga en uiteindelijk groeide hij op in Portland. Smith was autodidact op de gitaar en begon zijn carrière in 1939 in de plaatselijke hillbillyband Uncle Lem and the Mountain Boys. Daarmee toerde hij door Maine en trad hij op tijdens dansfeesten en huwelijken. Nadat zijn interesse voor de jazz was gewekt (vooral via de radio) verliet Smith op 18-jarige leeftijd de band en formeerde hij het trio The Airport Boys, waarmee hij jazz speelde. Zijn grote voorbeelden waren Charlie Christian, Django Reinhardt en Les Paul.
Van 1942 tot 1946 speelde hij in een United States Air Force-jazzcombo (bestaande uit twee gitaren, mandoline en bas), hetgeen hem een uitnodiging opleverde van Glenn Miller, nadat hij die band hoorde. Na de oorlog werkte hij als studiemuzikant bij de plaatselijke zender van de NBC in Portland, waarbij hij gelijktijdig speelde in nachtclubs en trompet speelde in een vaudeville-theater. Van 1947 tot 1953 werkte Smith als studiomuzikant (gitaar en trompet) en arrangeur bij de New Yorkse hoofdzender van NBC in de meest verschillende muziekgenres.
Het meest in herinnering blijvend zal zijn begeleiding van Stan Getz zijn in 1952 bij Roost Records, waarvoor hij ook tot 1960 meerdere platen opnam als leader. Zijn wel beroemdste album in deze tijd was Moonlight in Vermont, dat Smith opnam met de beide saxofonisten Stan Getz en Zoot Sims. Dit kwintet met Getz bracht hem internationale roem. Hij toerde met de bigbands van Stan Kenton en Count Basie.
Zijn wel bekendste compositie was het nummer Walk, Don't Run, dat hij opnam in 1955 en berustte op de akkoorden van Softly, as in a Morning Sunrise. Het nummer werd later o.a. vertolkt door Chet Atkins en door de popband The Ventures vereenvoudigd overgenomen en in 1960 tot hit gemaakt, die zich plaatste in de hitlijsten.
Johnny Smith, die ook werkte met Jeri Southern, verliet het jazzcircuit tijdens de jaren 1960 en verhuisde al in 1958 naar Colorado om daar te werken als docent en een muziekhandel te gaan leiden. Een hoofdreden was, dat hij zich na het overlijden van zijn tweede echtgenote in 1958 alleen voor zijn dochter moest zorgen. Bovendien woonden in Colorado twee broers en zijn moeder. Hij trad, nadat hij aanvankelijk nog contact had gehouden met het jazzcircuit in New York en daar nu en dan o.a. nog optrad in het Birdland, vanaf begin jaren 1960 nog slechts plaatselijk op. Hij speelde o.a. op gitaren van John D'Angelico (1905–1964) en werkte als ontwikkelaar van gitaren voor bedrijven als Guild, Gibson en Heritage. Hij trad soms nog op op Gibson-Jazzparties in Colorado.

## Onderscheidingen
In 1998 kreeg hij de Smithson Bicentennial Medal van de Smithsonian Institution. In 1954 en 1955 won hij de Metronome-polls in gitaar en in hetzelfde jaar de lezerspoll van DownBeat.

## Privéleven en overlijden
Johnny Smith was drie keer getrouwd, sinds 1960 met zijn derde echtgenote Sandy, met wie hij twee zoons had. Bovendien had hij een dochter uit zijn tweede huwelijk. Hij overleed in juni 2013 op 90-jarige leeftijd in zijn huis in Colorado Springs.

## Discografie
- 1944-1954: Johnny Smith Quintet: Zoot Sims – The Complete 1944–1954 Small Group Sessions (Master Takes, Vol. 3) (Blue Moon)
- 1952-1953: Johnny Smith: Moonlight in Vermont (Fresh Sound Records) met Stan Getz, Sanford Gold
- 1950-1954: Stan Getz: The Complete Roost Recordings (Roost Records)
- 1948-1952: Johnny Smith, Stan Getz: Stan Getz – The Complete 1948–1952 Quintet Sessions (Blue Moon)
- 1955: Ruth Price, Johnny Smith: Ruth Price Sings with the Johnny Smith Quartet (Fresh Sound Records)
- 1955: Jeri Southern: Jeri Southern Meets Johnny Smith (Fresh Sound Records)
- 1956: Johnny Smith: The Johnny Smith Foursome (Roost Records/Fresh Sound Records)
- 1956: Johnny Smith: Johnny Smith and His New Quartet (Roost Records/Fresh Sound Records)
- 1957: Johnny Smith: The Johnny Smith Foursome, Vol. 2 (Roost Records/Fresh Sound Records)
- 1961: Johnny Smith: The Sound of Johnny Smith's Guitar (Roost Records/Fresh Sound Records) met Hank Jones